# Vernonia indica
Vernonia indica là một loài thực vật có hoa trong họ Cúc. Loài này được Wall. ex C.B.Clarke miêu tả khoa học đầu tiên.